# Еремеев, Александр Ксенофонтович
Алекса́ндр Ксенофо́нтович Ереме́ев (1844, Остахово, Вологодский уезд, Вологодская губерния, Российская империя — 23 апреля [6 мая] 1916, Вологодская губерния, Российская империя) — общественный, государственный деятель; член Государственного совета Российской империи.

## Биография
Родился в семье дворянина Вологодской губернии Ксенофонта Александровича Еремеева.
В 1856 году поступил учиться в Морской кадетский корпус, но в 1862 году был отчислен из него — причиной отчисления стала морская болезнь. В 1863 году он поступил вольнослушателем в Санкт-Петербургский практический технологический институт и, окончив его в 1867 году, Еремеев стал заниматься сельским хозяйством в своём имении. Ему принадлежало родовое имение 350 десятин при селе Остахово Вологодского уезда Вологодской губернии и приобретённая земля 442 десятины к 1909 году. У его жены было в Вологодской губернии 630 десятин родового имения.
С 1874 по 1881 год Еремеев был письмоводителем Вологодского губернского предводителя дворянства; в 1881 году произведён в коллежские секретари. С 1888 по 1909 год состоял членом учетного комитета Вологодского отделения Государственного банка. Был гласным Вологодского уездного и губернского земских собраний. Занимал должность Вологодского уездного предводителя дворянства. В 1893 году был избран членом от дворянства в Московское отделение государственного дворянского земельного банка. В 1892 году стал организатором и попечителем Остаховской сельскохозяйственной школы с показательным хозяйством, включающим в себе: молочное скотоводство, производство масла и сыра, овощеводство, столярное дело. С 1904 год он был почётный мировым судьёй по Вологодскому уезду. С 1904 по 1905 год был председателем Вологодской губернской земской управы. Был почётным членом Общества вспомоществования учащимся в Санкт-Петербурге вологжанам. А. К. Еремеев имел обширную библиотеку, доставшуюся ему от отца, включающую в себя около 2 тысяч томов (национализирована в 1918 году).
2 декабря 1909 года он был избран членом Государственного совета Российской империи от Вологодского губернского земского собрания вместо отказавшегося С. П. Межакова-Каютова; входил в Правую группу. В октябре 1912 года и августе 1915 года Еремеев был переизбран в Государственный совет в связи с истечением срока полномочий. Был членом особых комиссий по законопроектам: «Об обеспечении рабочих на случай болезни» — в 1911 году, «О страховании рабочих от несчастных случаев» — в 1911 году, «О вызываемых отменою круговой поруки преобразованиях в порядке взимания окладных сборов» — в 1912 году, «Об издании Общего устава рыболовства» — в 1912 году. В 1916 году был членом Сельскохозяйственного совещания. Был членом согласительных комиссий: «О вознаграждении пострадавших от несчастных случаев служащих, мастеровых и рабочих на железных дорогах» — в 1912 году, «Об изменении некоторых постановлений по пробирной части и об установлении нового штата местных пробирных установлений» — в 1913 году, «Об установлении правил о передаче и хранении землеудобрительных туков» — в 1916 году.
Умер в 1916 году от воспаления лёгких. Согласно докладу А. Н. Куломзина семье Еремеева было выдано 1,5 тысячи рублей «в возмещение расходов, вызванных болезнью покойного и погребением его праха». Похоронен он был в селе Погост Рождество, на верхней Вологде, близ имения Остахово.